# HMS Onslow (G17)
«Онслоу» (G17) (англ. HMS Onslow (G17) — військовий корабель, лідер ескадрених міноносців типу «O» Королівського військово-морського флоту Великої Британії за часів Другої світової війни.
«Онслоу» закладений 1 липня 1940 на верфі компанії John Brown & Company у Клайдбанкі. 8 жовтня 1941 увійшов до складу Королівських ВМС Великої Британії.

## Історія створення
Лідер ескадрених міноносців «Онслоу» належав до серії з восьми кораблів типу «O», що були першою партією цього типу кораблів, котрі належали до так званого «проміжного» типу есмінців, концепція якого склалася в Адміралтействі в 1938 році. Кораблі цього типу займали проміжне положення між великими «флотськими» есмінцями (кораблі типу «Трайбл») і швидкохідними ескортними кораблями типу «Хант».
За рахунок деякого спрощення конструкції й озброєння їх будівництво передбачалося вести досить швидко (у порівнянні з великими есмінцями), що дозволило б в найкоротші терміни замінити застарілі ескадрені міноносці типів «V» і «Модифікований W». Для проектування за основу було обрано вдалу конструкцію есмінців типу «J», корпус і енергетичну установку якого запозичили практично без змін (лише трохи зменшили розміри). Спочатку планувалося використовувати як поодинокі, так і спарені 120-мм артилерійські установки, але на стадії ескізного проекту від останніх відмовилися.

## Дизайн, конструкція та озброєння
Корпус «Онслоу» мав загальну довжину між перпендикулярами — 105 м, бімс — 10,7 м та осадку до 2,7 м. Водотоннажність бойового корабля становила: стандартна — 1690 та повна — 2250 довгих тонн відповідно. Корпус лідера відрізнявся від інших кораблів серії декілька подовженою палубою в носовій частині (палуба бака), під якою розміщувалися додаткові приміщення для збільшеного екіпажу. Друга відмінна риса цього корабля — інша форма кормової надбудови. По бортах і днищу з носа до корми йшли безперервні стрингери, з'єднані зі шпангоутами. Близько 40 % довжини корабля займав півбак, який злегка піднімався до кліперного форштевня. Корма мала напівкруглу форму. На відміну від корпусів кораблів серії «J», серія «О» мала одинарне дно.
Головна енергетична установка становила два триколекторні Адміралтейських котли з пароперегрівником і два одноступінчатих редуктора, чотири двокорпусні парових турбіни Parsons. Дві турбіни (високого і низького тиску) і редуктор становили турбозубчатий агрегат. Розміщення ГЕУ — лінійне. Котли розміщувалися в ізольованих відсіках, турбіни — у загальному машинному відділенні, при цьому були відокремлені від турбін водонепроникною перегородкою. Робочий тиск пару — 21,2 кгс/см² (20,5 атм.), температура — 332 °С (630 °F).
Проектна потужність становила 40 000 к.с., що мало забезпечити максимальну швидкість ходу (при повному навантаженні) в 36,75 вузлів (68 км/год). Запас палива зберігався в паливних танках, ємністю 495 тонн мазуту, що забезпечувало дальність плавання 3850 миль (6 195 км) 20-вузловим ходом (37 км/год) або 5400 миль (8 690 км) 15-вузловим ходом. Екіпаж лідера становив 217 офіцерів та матросів.
Корабельна артилерія головного калібру (ГК) у лідера флотилії «Онслоу»: чотири 120-мм універсальних швидкострільних гармат QF Mark IX з довжиною ствола 45 калібрів у поодиноких установках CP Mk.XVIII на центральній осі корабля, що утворювали дві передні та дві кормові вогневі позиції. Максимальний кут піднесення +40°, зниження на −10°. Маса снаряда 22,7 кг, початкова швидкість — 807 м/с. Гармати мали швидкострільність 10-12 пострілів на хвилину. Боєзапас становив 250 пострілів на ствол.
Основу зенітного озброєння спочатку становили два 12,7-мм зчетверені зенітні кулемети Vickers .50 на містку на спеціальних платформах, проте, що до завершення будівництва вони були замінені на шість 20-мм автоматичних зенітних гармати «Ерлікон» та боєзапасом 500 снарядів на зенітну установку. Зенітні установки розміщувалися на крилах носової надбудови і кормового містка. Швидкострільність — 450 пострілів в хвилину (практична 250—300). Дальність стрільби при куті наведення 45° — 4389 м, досяжність по висоті — 3048 м. У реальних умовах бою дистанція відкриття вогню по повітряних цілях не перевищувала 900 м.
Торпедне озброєння складалося з одного чотиритрубного 21-дюймового (533-мм) торпедного апарату Mark IX, що розташовувався в кормовій частині корпусу на осьовій лінії. Дальність ходу торпеди на швидкості 36 вузлів становила 9600 м, на 30 вузлах — 12 350 м. Заряд бойової частини торпеди — 340 кг тротилу.
Протичовнове озброєння есмінця складалося з 30 глибинних бомб, 2 бомбоскидачів на кормі і 2 бомбометів біля кормової надбудови. Глибинна бомба Mark VII (до 1939 року іменувалася Тип D) була прийнята на озброєння в 1918 році. Загальна вага — 182 кг, заряд вибухової речовини (аммотол) — 130 кг. Швидкість занурення становила 3 м/с. З 1940 року на бомби наварювали обважнювачі вагою 68 кг, що дозволило збільшити швидкість занурення до 5,1 м/с. Гідростатичний детонатор забезпечував максимальну глибину підриву 270 метрів.
З гідроакустичного обладнання на «Онслоу» встановлювалася РЛС виявлення надводних цілей тип 271, що призначалася в першу чергу для виявлення в нічний час підводних човнів, які рушать у надводному положенні. Далекий повітряний огляд (до 35 км) проводився РЛС типу 291. Також есмінець оснастили РЛС керування вогнем типу 285. Цей 50-см радар (відомий на флоті як «риб'яча кістка»), в першу чергу, призначався для управління вогнем важкої зенітної артилерії, але міг використовуватися і для дії по надводних цілях. Для пошуку підводних човнів був активний гідролокатор ASDIC.
У лютому 1943 року в ході капітального ремонту на есмінці встановили ґратчасту щоглу замість триноги. Радар тип 271 замінюється на сучасніший тип 272. Встановили також високочастотний радіопеленгатор HF/DF FH4. На початку 1944 року з «Онслоу» демонтували 102-мм гармату і на її місце встановили другий торпедний апарат. Одночасно додали 2 20-мм автоматичні зенітні гармати «Ерлікон» і 2 бомбомета. Кількість глибинних бомб збільшили до 60.

## Історія служби

### 1941
Після завершення ходових випробувань у серпні 1941 року та введення до складу британського флоту «Онслоу» переходить у Скапа-Флоу і прийнятий до складу Флоту метрополії.
31 жовтня, спільно з есмінцями «Оффа», «Орібі», «Брайтон» і крейсером «Шеффілд» забезпечував мінні постановки на «Північному баражі» в районі Фарерських островів.
На початку листопада він направлений до району Північно-Західних підходів для виконання завдань з охорони арктичних конвоїв до СРСР. З 17 по 27 листопада супроводжував конвой PQ 4 до входу в Кольську затоку.
Наприкінці грудня 1941 року, після повернення лідер приєднався до групи кораблів, що брали участь у проведенні операції «Арчері» — рейді британських командос на Лофотенські острови. 27 грудня, під час операції на острів Вогсей у Согн-ог-Ф'юране, зведений загін з No. 2, 3, 4 та 6 підрозділів командос за підтримки авіації та флотилії завдав удару по тамтешньому німецькому гарнізонові, промислових об'єктах, складах та сховищах. Вояки затопили 8 німецьких кораблів. Призова команда есмінця висаджується на німецький тральщик «Fohn» і захопив шифрувальний апарат «Енігма» з документацією. 31 грудня повернувся у район Північно-Західних підходів.

### 1942
1 січня 1942 року екіпаж лідера знімає з торпедованого німецьким підводним човном U-87 танкера MV Cardita 23 моряки й доставляє їх у Рейк'явік.
З лютого по травень виконує завдання з охорони конвоїв. У групі далекого прикриття супроводжує конвої PQ 12/QP 8, PQ 13/QP 9, PQ 14/QP 10. У групі охорони крейсерів супроводжує конвої PQ 16/QP 12.
У червні «Онслоу» бере участь у супроводі транспортного конвою на обложену Мальту — операція «Гарпун». 4 числа він прибуває до Клайда для формування з'єднання «Т» (крейсери «Кенія» та «Ліверпуль», есмінці «Онслоу», «Бедуїн», «Ікар», «Марна», «Матчлес», «Міддлтон», «Ескапада», «Бленкні»).
5 червня конвой W319Z (6 торговельних суден, есмінці «Бедсворт», «Мідлтон» і польський есмінець «Куяв'як») відплив з Клайда в супроводі з'єднання «Т» і узяв курс на Гібралтар.
11 червня «Онслоу» до складу переходить З'єднання «W», що здійснює далеке прикриття конвою від Гібралтару до Сицилійської протоки. Спільно з есмінцями «Антілоуп», «Ескапада», «Ікар», «Відет», «Весткотт», «Вішарт» і «Ресле» охороняє лінкор «Малайя», авіаносці «Аргус» та «Ігл», крейсери «Карібдіс», «Кенія» і «Ліверпуль».
16-17 червня есмінці «Онслоу» і «Ікар» забезпечують далеке прикриття авіаносця «Ігл» і крейсера «Карібдіс» знаходяться в західній частині Сицилійського протоки. На наступний день есмінці супроводжують авіаносець «Ігл» на Гібралтар для дозаправки і повертаються до основної групи кораблів щоб забезпечити їм прикриття.
20 червня, після закінчення операції «Гарпун» есмінець направляється до Скапа-Флоу.
1 липня 1942 року після повернення до Британських островів призначається до групи далекого прикриття конвою PQ 17. Після того, як конвой отримав наказ розсіятися, лідер есмінців переходить до групи охорони зворотного конвою QP 13. 7 серпня, після прибуття конвою в Ісландію есмінець перейшов до Гібралтару. Там він приєднується до ескорту кораблів, що поверталися з Мальти до Скапа-Флоу після операції «П'єдестал».
9 вересня есмінець призначається в групу безпосередньої охорони конвою PQ 18. 12 вересня спільно з есмінцями «Фокнор» і «Імпалсів» топить підводний човен U-88. Два дні потому есмінці «Онслоу», «Фокнор» і «Імпалсів» разом з літаком ескортного авіаносця «Евенджер» потопили підводний човен U-589.
У жовтні «Онслоу» брав участь у флотських навчаннях у Північній Атлантиці. Наприкінці місяця прибуває в Ірландське море. Спільно з 4 есмінцями забезпечує перехід конвою WS 24 (Британія-Індія) по Атлантичному проходу.
2 листопада вийшов зі складу конвою WS 24 і прибув на Азорські острови. Звідти узяв курс на південь і 4 листопада перейшов у підпорядкування Західної оперативної групи ВМС США в рамках операції «Смолоскип».
8 листопада прибув у складі сил прикриття десанту на Касабланку. 10 числа вийшов з оперативної групи та 18 листопада повернувся до Скапа-Флоу.
25 грудня як флагман флотилії спільно з есмінцями «Обідіент», «Обдурате», «Орібі» та «Оруелл» приєднався до конвою JW 51B.
31 грудня 1942 року лідер флотилії «Онслоу» узяв участь у бою в Баренцевому морі, що стався між кораблями охорони союзного конвою і німецькими рейдерами «Адмірал Гіппер» і «Лютцов». Протягом півгодини «Онслоу» вів з «Адміралом Гіппер» вогневий бій, постійно імітуючи торпедні атаки і заважаючи крейсеру наблизитися до конвою. Маневруючи, лідеру вдалося ухилитися від 5 залпів головного калібру німецького важкого крейсеру, однак о 10:20 три 203-мм снаряди влучили в есмінець. Два з них вивели з ладу гарматні установки «А» і «В», третій влучив у димову трубу, засипав місток уламками та знищив головну радіоантену і радіолокаційну установку. Загинуло 17 моряків, 40 було близько поранено.
Командувач ескорту капітан Роберт Шербрук отримав важке поранення голови, але не покинув місток, поки не впевнився що командування перебрав на себе лейтенант-командор Кінлох на есмінці «Обідіент». Есмінець мав крен на правий борт, диферент на ніс і пробоїни в машинному і котельному відділеннях. Під димовою завісою, що встановив есмінець «Оруелл», «Онслоу» повернув на південь, вийшов з бою і, незважаючи на ушкодження зайняв місце в голові конвою. За героїзм, проявлений у бойовій обстановці Роберт Сент-Вінсент Шербрук був нагороджений Хрестом Вікторії.

### 1943
4 січня 1943 року конвой благополучно прибув до Кольської затоки, не втративши жодного транспорту. До кінця місяця «Онслоу» перебував на ремонті в Мурманську і повернувся до Англії з конвоєм RA 52.
З лютого по квітень став на капітальний ремонт, під час якого в нього модернізується радіолокаційне обладнання корабля. У травні корабель повернувся до строю та взяв участь у протичовнових патрулюваннях у Північній Атлантиці. В кінці місяця ескортував лінкор «Хау» з Скапа-Флоу на Гібралтар. На зворотному шляху разом з «Оруелл» супроводжував лінкор «Нельсон».
У липні з групою есмінців прикриття брав участь у рейді лінкорів «Герцог Йоркський» і «Південна Дакота» до берегів Норвегії.
З серпня до жовтня 1943 року виконував різні завдання у прибережних водах Великої Британії, а з листопада по грудень — знову увійшов до складу сил, котрі супроводжували арктичні конвої. Зокрема охороняв конвої RA 54A, JW 54A, RA 54B, JW 55B, RA 55B.

### 1944
У січні корабель повернувся до Англії з конвоєм RA 55B. До кінця лютого перебував на ремонті на верфях Тайнсайд. У ході ремонту змінюється озброєння есмінця — замість 102-мм гармати встановлений ще один торпедний апарат, додаються 2 установки автоматичних зенітних гармат «Ерлікон» та 2 бомбомети.
У березні лідер флотилії «Онслоу» разом з канадськими есмінцями «Хаїда», «Гурон» та «Атабаскан» направлений до протоки Ла-Манш, для участі в перехопленні німецьких конвоїв. У рамках підготовки союзних військ до висадки в Нормандії брав участь у тренуваннях десанту. 29 березня повернувся в Скапа-Флоу і приєднався до ескорту конвою JW 58.
4 квітня JW-58 увійшов у Кольську затоку. Через 3 дні ескорт зустрінув зворотний конвой RA 58 і супроводжував його до англійських вод. 17 квітня «Онслоу» залишив конвой. 20 числа він отримав наказ перейти в Ла-Манш і 22 прибув у Плімут. У складі 27-ї оперативної групи патрулював у протоці, охороняючи кораблі під час військових навчань з висадки в Нормандії.
З 14 по 20 травня з крейсерами «Шеффілд» і «Рояліст» та низкою есмінців перебував у складі групи охорони авіаносців «Імператор» і «Страйкер», що завдавали авіаударів по норвезьких портах. 26 травня перейшов до Портсмута для участі в операції «Нептун».
4 червня спільно з есмінцями «Оффа», «Орібі» і «Онслот» патрулював у західній частині протоки, прикриваючи підступи до запланованої зони висадки.
6 червня перехопив німецький торпедний катер, котрий намагався атакувати кораблі десанту. Того ж дня під час авіанальоту отримав пробоїну паливної цистерни. Ремонтувався силами команди.
9 червня «Онслоу» у групі з 5 есмінцями патрулював морський простір на західному фланзі сил вторгнення для перехоплення німецьких есмінців, що виходили з бою біля острова Уессан.
12 червня лідер флотилії «Онслоу» з однотипними кораблями «Оффа», «Орібі» і «Онслот» вступив у зіткнення з німецькими торпедними катерами поблизу Булоні. 18 червня флотилія «Онслоу» була атакована літаками-торпедоносцями. Одна з торпед вибухнула поблизу від борту есмінця, викликала течу і затоплення кількох відсіків. Корабель перейшов до Портсмуту.
25 червня, після завершивши ремонту, есмінець включений до групи забезпечення 129-ї оперативної групи (англ. Task Force 129), що провадила бомбардування Шербура.
На початку серпня есмінець переведений до Біскайської затоки для патрулювання і перехоплення німецьких транспортів. 12 серпня спільно з крейсером «Дайадем» і польським есмінцем «Піорун» потопив німецький тральщик Sperrbrecher 7. Того ж дня стався інцидент «дружнього вогню» за участю «Онслоу». B-24 «Ліберейтор» Королівських ВПС помилився з ідентифікацією та скинув бомби на есмінець, але на щастя не влучив. У свою чергу зенітники есмінця не визначивши приналежність літака відкрили по ньому вогонь і збили його. Екіпаж був врятований з води.
До 20 серпня есмінець продовжував патрулювання в Біскайській затоці, потім перейшов до Портсмуту для ремонту і чищення котлів.
11 вересня, під час розвідки берегових укріплень острова Гернсі потрапив під обстріл. Наприкінці місяця повернувся до Скапа-Флоу і приєднався до флотилії есмінців, що ескортували конвої в СРСР. З 15 по 23 вересня в групі далекого прикриття ескортних кораблів конвою JW 60. 28 вересня вийшов з Кольської затоки зі зворотним конвоєм RA 60 і 5 жовтня прибув до Шотландії.
З жовтня по грудень «Онслоу» знаходився у складі з'єднання кораблів (3 ескортних авіаносці, крейсер і 6 есмінців) забезпечував далеке прикриття конвоїв JW 61/RA 61, JW 62/RA 62.

### 1945
11 січня англійська флотилія, розділена на 3 загони відпливає до берегів Норвегії. 12 січня загін № 1 у складі крейсерів «Норфолк», «Беллона», есмінців «Онслоу», «Онслот» і «Оруелл» виявив 8 німецьких суден, які прямували до Егерсунда. Кораблі загону змогли потопити два торгових судна та тральщик M273, перш ніж потрапили під вогонь берегової артилерії і були змушені відійти. 18 січня був помічений ще один конвой, але атака на нього була безрезультатною.
З 6 по 27 лютого лідер флотилії «Онслоу» перебував у складі далекого ескорту для конвоїв JW 64 до Мурманська, і зворотного RA 64.
У березні та квітні есмінець брав участь у двох операціях проти німецького судноплавства біля берегів Норвегії. Під час операції «Купола» він був у безпосередньої охороні ескортного авіаносця «Прем'єр». Під час другої — «Фоксчейз» — в ударній групі (2 крейсери, 4 есмінці), що діяли на комунікаціях німців.
12 травня через порти Клайд вийшов останній арктичний конвой JW 67. На випадок, якщо німецькі підводники порушать наказ про капітуляцію, йому надано ескорт у складі есмінців «Онслоу», «Обд'юрет» і 5 фрегатів. Без пригод, 20 травня конвой увійшов до Кольської затоки, і через 3 дні лідер вийшов у зворотний шлях з конвоєм RA 67, вперше супроводжуючи кораблі, що йшли з навігаційними вогнями.

### Післявоєнний час
5 червня 1945 року ескадрений міноносець разом з крейсером «Девоншир», британськими есмінцями «Обдурате», «Оруелл» та норвезьким HNoMS «Сторд» вийшли на супроводження крейсера «Норфолк», на якому повертався до Осло король Норвегії Гокон VII.
Есмінець HMS «Онслоу» перебував на активній службі до квітня 1947 року. Потім був виведений до резерву, і в 1949 році проданий ВМС Пакистану, де був перейменований на Tippu Sultan. У 1960 році був модернізований і продовжив службу як протичовновий фрегат. Останній зі своєї серії, що залишився у строю, в 1979 році він був виключений зі списків корабельного складу та розрізаний на брухт.

## Командири корабля
| № | В/звання | Ім'я                          | Період                            |
| - | -------- | ----------------------------- | --------------------------------- |
| 1 | Capt.    | Гарольд Томас Армстронг       | 6 серпня 1941 — 28 листопада 1942 |
| 2 | Capt.    | Роберт Вінсент Шербрук        | 28 листопада 1942 — 1 січня 1943  |
| 3 | Lt.Cdr.  | Томас Джеймс Джермейн Маршант | 1 січня — 30 березня 1943         |
| 4 | Lt.Cdr.  | Роуланд Френсіс Леонард       | 30 березня — 3 червня 1943        |
| 5 | Capt.    | Джеймс Абернет Маккой         | 3 червня 1943 — 9 вересня 1944    |
| 6 | Capt.    | Г'ю Вотерс Шеллі Браунінг     | 9 вересня 1944 — 6 серпня 1945    |
| 7 | Capt.    | Джон Олдріч Міклетвейт        | 6 серпня 1945 — початок 1946      |